# Carl Schurz

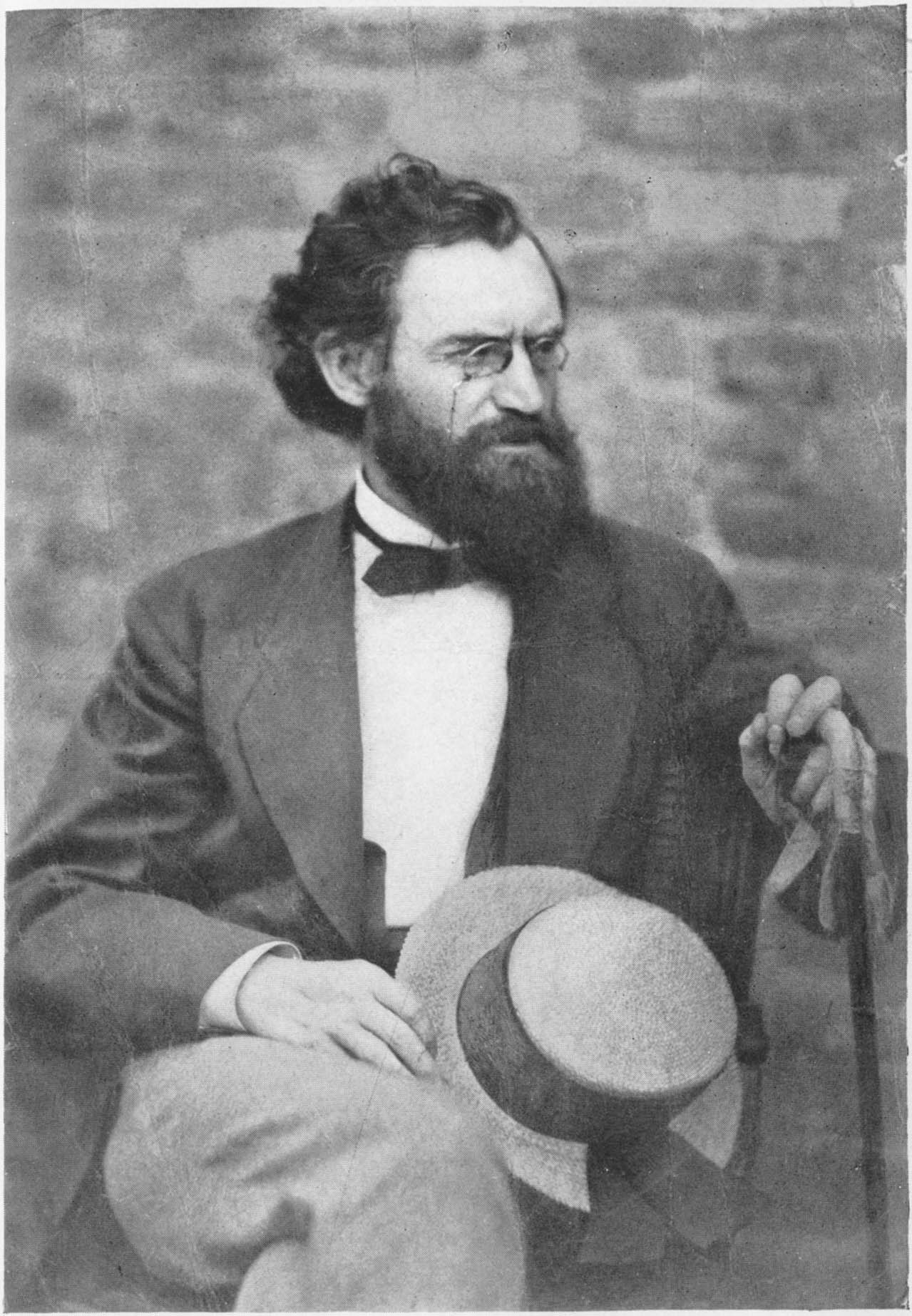
Carl Schurz

Carl Schurz (Liblar, 2 maart 1829 - New York, 14 mei 1906) was een Duitse revolutionair en een Amerikaanse staatsman, journalist en hervormer. Hij emigreerde naar de Verenigde Staten na de Duitse revoluties van 1848-1849 en werd een prominent lid van de nieuwe Republikeinse Partij. Nadat hij als generaal van de Unie in de Amerikaanse Burgeroorlog had gediend, hielp hij bij het oprichten van de kortstondige Liberale Republikeinse Partij en werd hij een prominente voorstander van hervorming van het ambtenarenapparaat. Schurz vertegenwoordigde Missouri in de Senaat van de Verenigde Staten en was de 13e minister van Binnenlandse Zaken van de Verenigde Staten.
Schurz werd geboren in de Rijnprovincie van Pruisen. In die provincie vocht Schurz voor democratische hervormingen in de Duitse revoluties van 1848-1849 als lid van de academische broederschapsvereniging Deutsche Burschenschaft. Nadat Pruisen de revolutie had onderdrukt vluchtte Schurz naar Frankrijk. Toen de politie hem dwong Frankrijk te verlaten, migreerde hij naar Londen. Net als veel andere ' Forty-Eighters ' emigreerde hij vervolgens naar de Verenigde Staten en vestigde zich in 1852 in Watertown, Wisconsin. Nadat hij was beëdigd als advocaat in Wisconsin, richtte hij een advocatenpraktijk op in Milwaukee, Wisconsin. Hij werd ook een sterke pleitbezorger voor de anti-slavernijbeweging en sloot zich aan bij de net opgerichte Republikeinse Partij. Hij voerde tevergeefs campagne om luitenant-gouverneur te worden van Wisconsin. Na kort de Verenigde Staten te hebben vertegenwoordigd als minister (ambassadeur) in Spanje, diende Schurz als generaal in de Amerikaanse Burgeroorlog, waar hij vocht in de Slag bij Gettysburg en andere grote veldslagen.
Na de oorlog richtte Schurz een krant op in St. Louis (Missouri) en won de verkiezingen voor de Amerikaanse Senaat. Hij  werd de eerste in Duitsland geboren Amerikaan die in de Senaat werd gekozen. Hij hielp bij de oprichting van de Liberale Republikeinse Partij en brak daarmee met de Republikeinse president Ulysses S. Grant. De partij pleitte voor hervorming van het ambtenarenapparaat, geldhervorming, lage tarieven, lage belastingen, een einde aan spoorwegsubsidies, en verzette zich tegen Grant's inspanningen om de Afro-Amerikaanse burgerrechten in het zuiden van de Verenigde Staten te beschermen tijdens de wederopbouw. Schurz was voorzitter van de Liberale Republikeinse conventie van 1872, die een tegenkandidaat nomineerde om president Grant uit te dagen bij de presidentsverkiezingen van 1872. Schurz verloor zijn eigen herverkiezing in 1874 en hervatte zijn carrière als krantenredacteur. Hij werd verkozen als lid van de American Philosophical Society in 1878.
Nadat de Republikein Rutherford B. Hayes de presidentsverkiezingen van 1876 won, benoemde hij Schurz als zijn minister van Binnenlandse Zaken. Schurz probeerde een ambtenarij te maken op basis van verdienste in plaats van politieke en partijgebonden connecties en hielp de overdracht van het Bureau voor Indiaanse Zaken aan het Ministerie van Oorlog te voorkomen. Schurz verhuisde naar New York nadat Hayes zijn ambt in 1881 had verlaten en was korte tijd redacteur van de New York Evening Post en The Nation en werd later de redactionele schrijver voor Harper's Weekly. Hij bleef actief in de politiek en leidde de "Mugwump"-beweging, die zich verzette tegen de benoeming van James G. Blaine bij de presidentsverkiezingen van 1884. Schurz verzette zich tegen het bimetallisme van William Jennings Bryan bij de presidentsverkiezingen van 1896, maar steunde Bryans anti-imperialistische campagne bij de presidentsverkiezingen van 1900. Schurz stierf in 1906 in New York.

## Vroege leven
Carl Christian Schurz werd geboren op 2 maart 1829 in Liblar (nu onderdeel van Erftstadt), in Rijnlands Pruisen, de zoon van Marianne (née Jussen), een openbare spreker en journalist, en Christian Schurz, een onderwijzer. Hij studeerde aan het jezuïetengymnasium van Keulen en leerde piano onder privéleraren. Door financiële problemen in zijn familie moest hij een jaar eerder van school af, zonder af te studeren. Later studeerde hij af aan het gymnasium door een speciaal examen af te leggen en ging toen naar de universiteit van Bonn.

## Revolutie van 1848

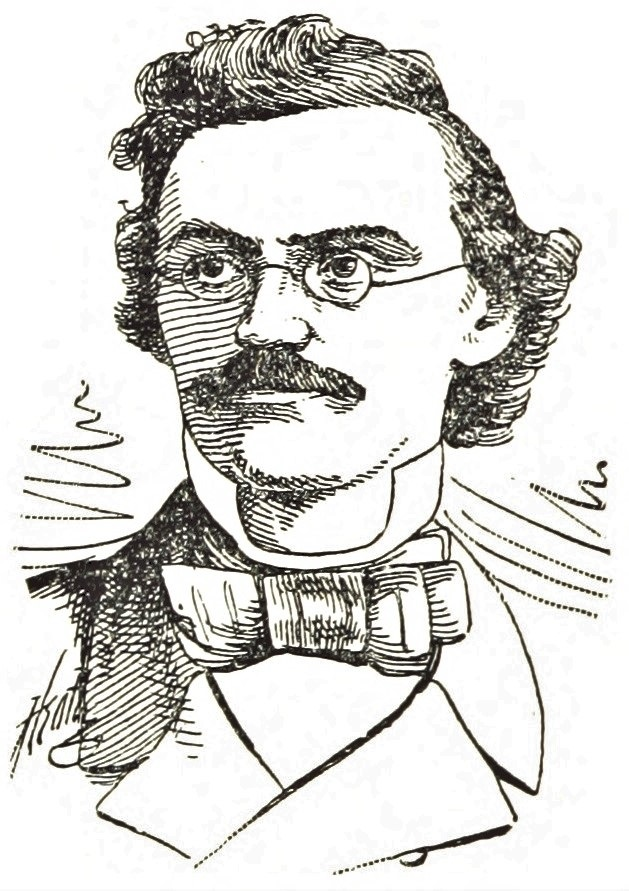
Carl Schurz als jonge man

In Bonn ontwikkelde hij een vriendschap met een van zijn professoren, Gottfried Kinkel. Hij sloot zich aan bij de nationalistische Studentenverbindung Burschenschaft Franconia in Bonn, waar destijds ook Friedrich von Spielhagen, Johannes Overbeck, Julius Schmidt, Carl Otto Weber, Ludwig Meyer en Adolf Strodtmann lid van waren. Als reactie op de vroege gebeurtenissen van de revoluties van 1848 richtten Schurz en Kinkel de Bonner Zeitung op, een document dat pleitte voor democratische hervormingen. Aanvankelijk was Kinkel de redacteur en Schurz een vaste medewerker.
Deze rollen werden omgedraaid toen Kinkel naar Berlijn vertrok om lid te worden van de Pruisische Constitutionele Conventie. Toen het rompparlement van Frankfurt mensen opriep de wapens op te nemen ter verdediging van de nieuwe Duitse grondwet, deden Schurz, Kinkel en anderen van de gemeenschap van de Universiteit van Bonn dat. Tijdens deze strijd leerde Schurz Franz Sigel, Alexander Schimmelfennig, Fritz Anneke, Friedrich Beust, Ludwig Blenker en anderen kennen, van wie hij velen tijdens de Amerikaanse burgeroorlog weer zou ontmoeten in het leger van de Unie.
Tijdens de militaire campagne van 1849 in Palts en Baden sloot hij zich aan bij het revolutionaire leger en vocht hij in verschillende veldslagen tegen het Pruisische leger. Schurz was adjunct-officier van de commandant van de artillerie, Fritz Anneke, die op de campagne werd vergezeld door zijn vrouw, Mathilde Franziska Anneke. De Annekes zouden later naar de VS verhuizen, waar ze allemaal aanhangers van de Republikeinse Partij werden. Anneke's broer, Emil Anneke, was een van de oprichters van de Republikeinse partij in Michigan. Fritz Anneke bereikte de rang van kolonel en werd de commandant van het 34th Wisconsin Volunteer Infantry Regiment tijdens de burgeroorlog; Mathilde Anneke heeft bijgedragen aan zowel de afschaffing van de doodstraf als de kiesrechtbewegingen in de Verenigde Staten.

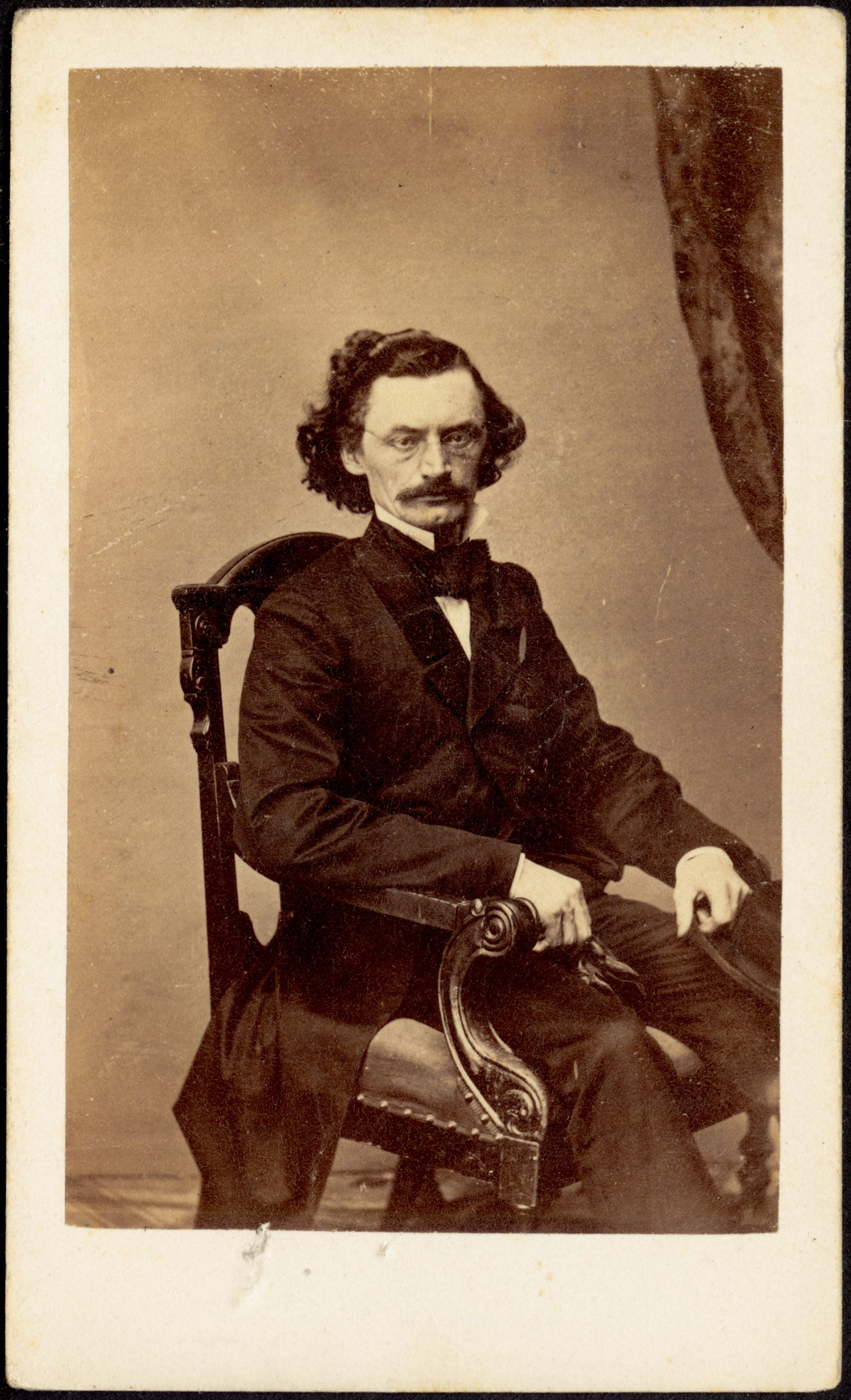
Carl Schurz, [ca. 1859-1870]. Carte de Visite Collection, Boston Public Library.

Toen het revolutionaire leger in 1849 bij het fort van Rastatt werd verslagen, zat Schurz in het fort. Wetende dat de Pruisen van plan waren hun gevangenen te doden, slaagde Schurz erin te ontsnappen en reisde naar Zürich. In 1850 keerde hij in het geheim terug naar Pruisen, redde Kinkel uit de gevangenis in Spandau en hielp hem te ontsnappen naar Edinburgh, Schotland. Schurz ging daarna naar Parijs, maar de politie dwong hem om Frankrijk te verlaten aan de vooravond van de staatsgreep van 1851, en hij migreerde naar Londen. Hij bleef daar tot augustus 1852 en verdiende zijn brood met het onderwijzen van de Duitse taal.

## Immigratie naar Amerika
Terwijl hij in Londen was, trouwde Schurz in juli 1852 met mede-revolutionair Johannes Ronge 's schoonzus, Margarethe Meyer, en emigreerde vervolgens, net als vele andere Forty-Eighters, naar de Verenigde Staten. De Schurzes, die aanvankelijk in Philadelphia, Pennsylvania woonden, verhuisden naar Watertown, Wisconsin, waar Carl zijn interesse in politiek koesterde en Margarethe haar baanbrekende werk begon in het voorschools onderwijs.
In Wisconsin raakte Schurz al snel ondergedompeld in de anti-slavernijbeweging en in de politiek, en trad hij toe tot de Republikeinse Partij. In 1857 voerde tevergeefs campagne als Republikeinse kandidaat voor luitenant-gouverneur. In de Illinois -campagne van het volgende jaar tussen Abraham Lincoln en Stephen A. Douglas nam hij deel als spreker namens Lincoln - meestal in het Duits - wat de populariteit van Lincoln onder Duits-Amerikaanse kiezers deed toenemen. In 1858 werd Schurz beëdigd als advocaat in Wisconsin en begon als advocaat in Milwaukee. De praktijk begon in 1859 met  Halbert E. Paine als partner. Mede door  aanmoediging van Paine raakte Schurz meer geïnteresseerd in politiek en spreken in het openbaar. In de campagne van 1859 hield Schurz een toespraak waarin hij de Fugitive Slave Law aanviel en pleitte voor de rechten van staten. In Faneuil Hall (Boston) hield hij op 18 april 1859 een oratie over 'True Americanism', die, afkomstig van een buitenlander, bedoeld was om de Republikeinse partij vrij te pleiten van de beschuldiging van ' nativisme'. De Duitsers in Wisconsin drongen tevergeefs aan op zijn benoeming tot gouverneur in 1859. In de  Republikeinse Nationale Conventie van 1860 was Schurz woordvoerder van de delegatie uit Wisconsin, die op William H. Seward stemde. Desondanks zat Schurz in de commissie die Lincoln het nieuws van zijn nominatie bracht. 
Na de verkiezing van Lincoln, en ondanks Sewards bezwaar, stuurde Lincoln in 1861 Schurz als minister naar Spanje, gedeeltelijk vanwege Schurz' Europese reputatie als revolutionair.  Terwijl hij daar was, slaagde Schurz erin om Spanje ervan te weerhouden het Zuiden te steunen. 

## Amerikaanse burgeroorlog

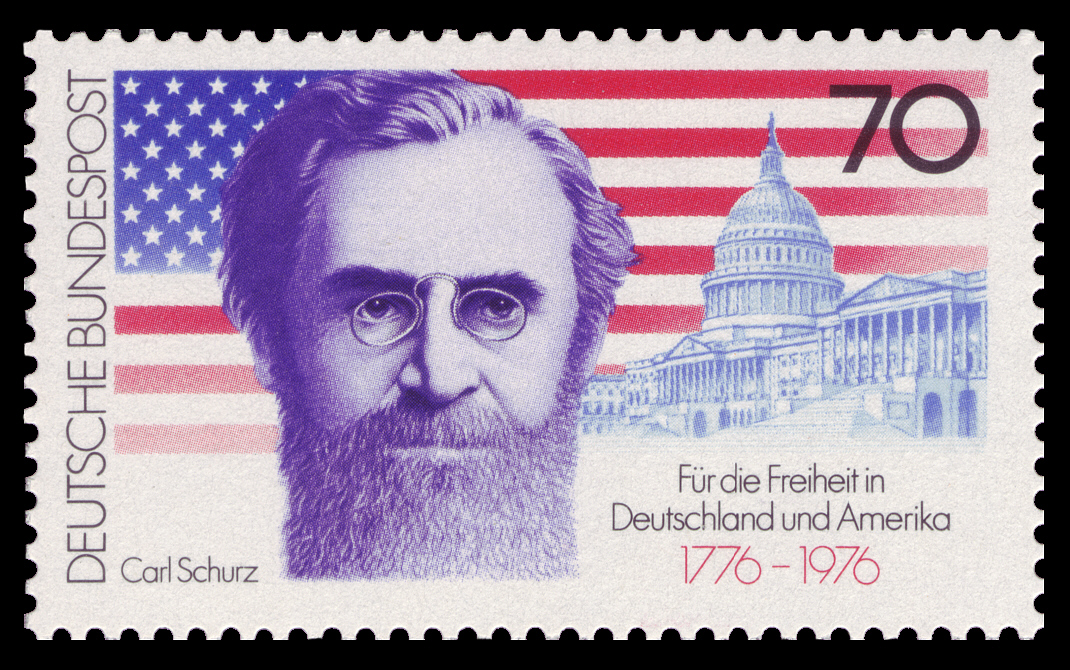
"Voor vrijheid in Duitsland en Amerika": West-Duitse herdenkingszegel met Schurz voor de Verenigde Staten Bicentennial 1976

Tijdens de Amerikaanse Burgeroorlog diende Schurz met onderscheiding als generaal in het Leger van de Unie. Om Lincoln ervan te overtuigen hem een commissie in het leger van de Unie te verlenen, kreeg Schurz in april 1862 de opdracht tot brigadegeneraal van vrijwilligers van de Unie. In juni nam hij het bevel over een divisie, eerst onder John C. Frémont, en vervolgens in het korps van Franz Sigel, waarmee hij deelnam aan de Tweede Slag bij Bull Run in augustus 1862. Hij werd gepromoveerd tot generaal-majoor in 1863 en werd toegewezen om een divisie in het 11e legercorps te leiden tijdens de veldslagen van Chancellorsville en Gettysburg, beide onder generaal Oliver O. Howard.  Een bittere controverse tussen Schurz en Howard over de strategie die bij Chancellorsville werd toegepast resulterde in een nederlaag tegen het Confederate leger onder leiding van Thomas J. "Stonewall" Jackson. Twee maanden later werd het 11e corps opnieuw verslagen tijdens de eerste dag van Gettysburg. Het optreden van het 11e Corps tijdens beide veldslagen, dat verschillende Duits-Amerikaanse eenheden bevatte, werd zwaar bekritiseerd door de pers, wat anti-immigrantengevoelens aanwakkerde.

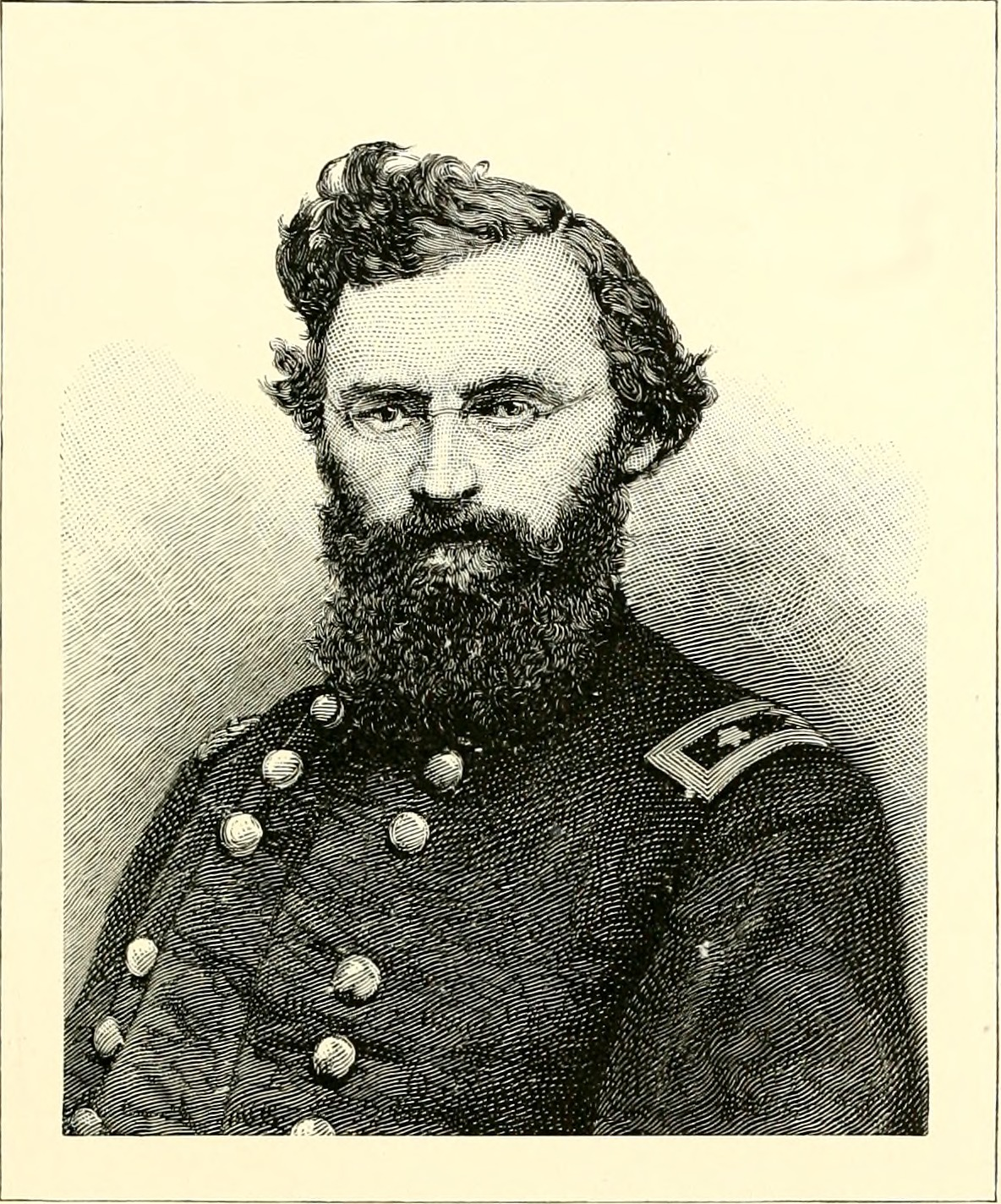
Carl Schurz als generaal-majoor van vrijwilligers tijdens de burgeroorlog.

Na Gettysburg werd de divisie van Schurz ingezet in Tennessee en nam deel aan de Slag bij Chattanooga. Daar diende hij met de toekomstige senator Joseph B. Foraker, John Patterson Rea en Luther Morris Buchwalter, de broer van Morris Lyon Buchwalter. Senator Charles Sumner (R-MA) was een congreswaarnemer tijdens de Chattanooga-campagne. Later kreeg hij het bevel over een Corps of Instruction in Nashville. Hij keerde kort terug in actieve dienst, waar hij in de laatste maanden van de oorlog bij het leger van Sherman in North Carolina was als stafchef van Henry Slocum's Army of Georgia. Hij nam ontslag uit het leger nadat de oorlog in april 1865 was geëindigd. 
In de zomer van 1865 stuurde president Andrew Johnson Schurz door het zuiden om de omstandigheden te bestuderen. Ze kregen toen ruzie omdat Schurz het bevel van generaal Slocum steunde om de organisatie van milities in Mississippi te verbieden. Schurz leverde een rapport aan de Amerikaanse senaat waarin de omstandigheden in het zuiden werden gedocumenteerd, waarin werd geconcludeerd dat de wederopbouw erin was geslaagd de basisfunctionaliteit van de regering te herstellen, maar niet in het herstellen van de loyaliteit van het volk en het beschermen van de rechten van de pas legaal geëmancipeerde mensen die nog steeds als slaven werden beschouwd van de samenleving. Het riep op tot een nationale verbintenis om de controle over het Zuiden te behouden totdat vrije arbeid veilig was, met het argument dat Black Codes en geweld, waaronder talrijke buitengerechtelijke executies, gedocumenteerd door Schurz, waarschijnlijk zouden doorgaan zonder nationale actie. Het rapport werd door de president genegeerd, maar het hielp de beweging aan te wakkeren die aandrong op een grotere rol van het congres in de wederopbouw en om de zuidelijke staten aan hogere normen te houden. 

## Krantencarrière

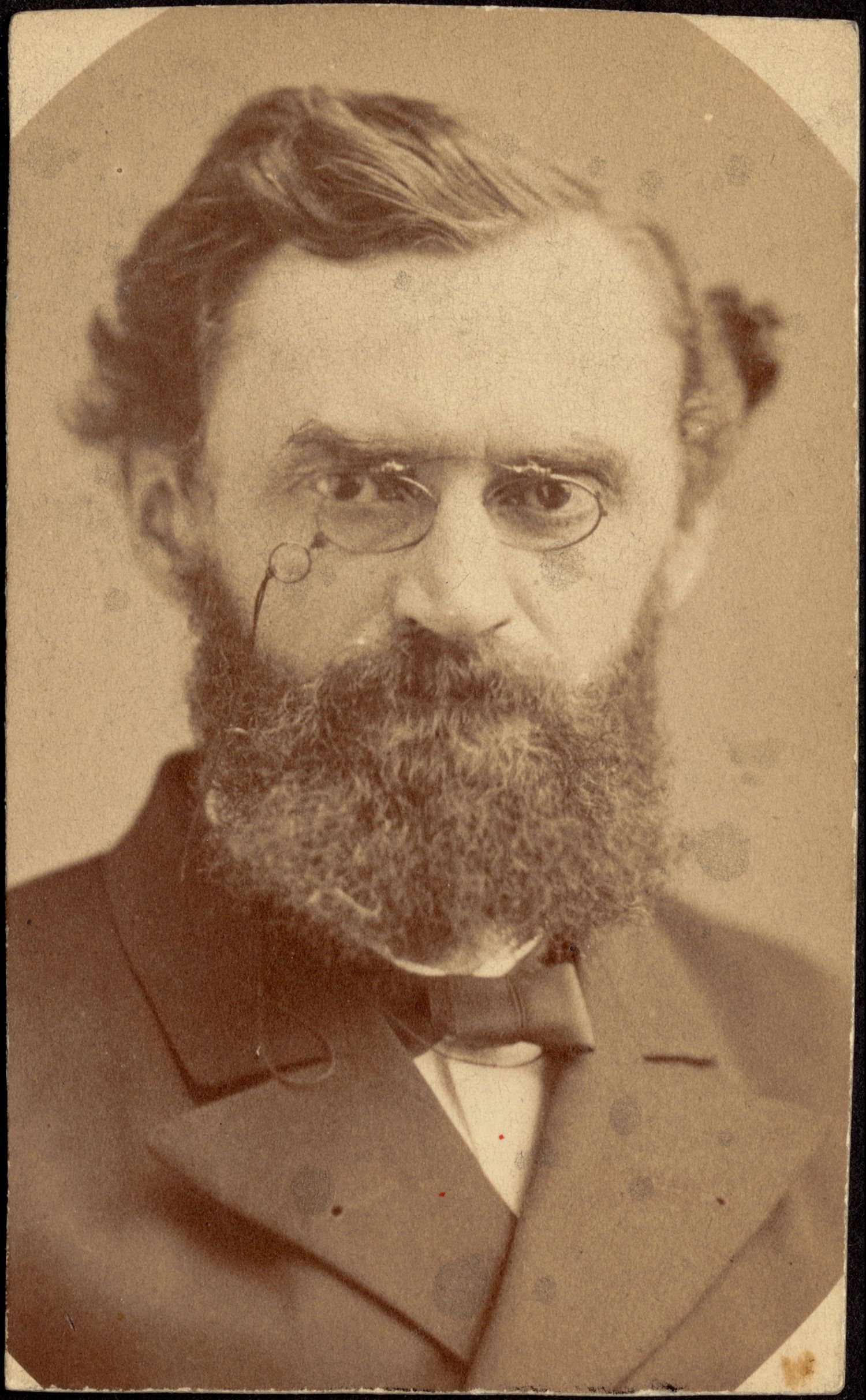
Carl Schurz, [ca. 1859-1870]. Carte de Visite Collection, Boston Public Library.

In 1866 verhuisde Schurz naar Detroit, waar hij hoofdredacteur was van de Detroit Post. Het jaar daarop verhuisde hij naar St. Louis, waar hij redacteur en mede-eigenaar werd met Emil Preetorius van de Duitstalige Westliche Post (Western Post), waar hij Joseph Pulitzer inhuurde als beginnend verslaggever. In de winter van 1867 – 1868 reisde hij door Duitsland; zijn verslag van zijn interview met Otto von Bismarck is een van de interessantste hoofdstukken van zijn Herinneringen. Hij sprak zich tijdens de presidentiële campagne van 1868 uit tegen "afwijzing" van oorlogsschulden en voor "eerlijk geld" (terugkeer naar de goudstandaard).

## Amerikaanse senator

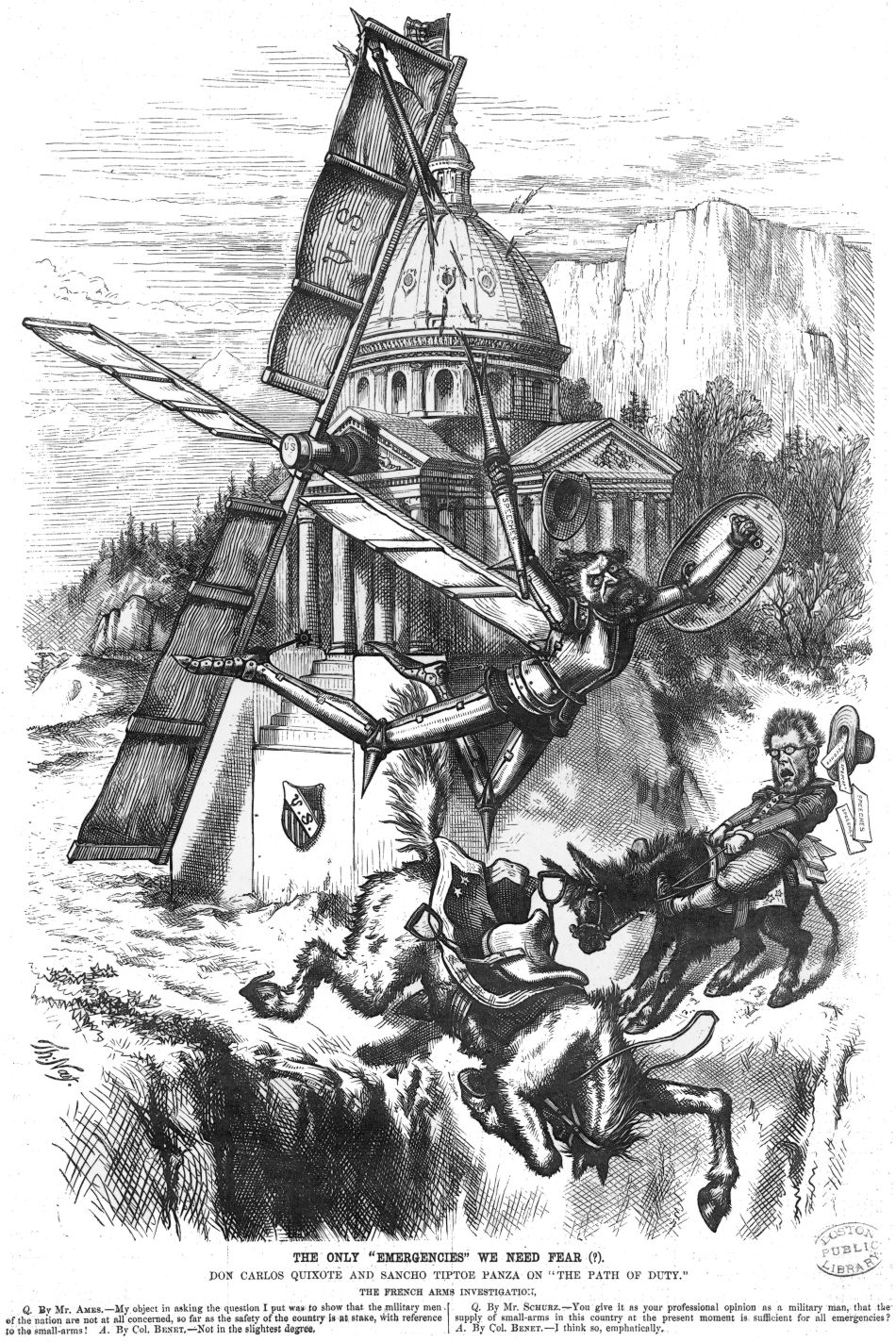
Carl Schurz is Don Quichot in deze cartoon van Thomas Nast uit Harper's Weekly van 6 april 1872

In 1868 werd hij gekozen in de Senaat van de Verenigde Staten van Missouri, en werd hij de eerste Duitse Amerikaan in dat lichaam. Hij verwierf een reputatie voor zijn toespraken, waarin hij pleitte voor fiscale verantwoordelijkheid, anti-imperialisme en integriteit van de regering.  Gedurende deze periode brak hij met de Grant- administratie en startte de liberale republikeinse beweging in Missouri, die in 1870 B. Gratz Brown tot gouverneur koos. 
Na de dood van William P. Fessenden werd Schurz lid van de Commissie buitenlandse zaken, waar Schurz zich verzette tegen het zuidelijke beleid van Grant en tegen zijn poging om Santo Domingo te annexeren. Schurz werd geïdentificeerd met het onderzoek van de commissie naar de wapenverkoop aan en de fabricage van patronen voor het Franse leger door de regering van de Verenigde Staten tijdens de Frans-Pruisische oorlog.
In 1869 werd hij de eerste Amerikaanse senator die een wetsvoorstel voor de hervorming van het ambtenarenapparaat aan het Congres aanbood. Tijdens Wederopbouw was Schurz tegen de federale militaire handhaving en bescherming van Afro-Amerikaanse burgerrechten, en koesterde hij negentiende-eeuwse ideeën over Europese superioriteit en vrees voor rassenvermenging.
In 1870 hielp Schurz de Liberale Republikeinse Partij te vormen, die zich verzette tegen de annexatie van Santo Domingo door president Ulysses S. Grant en zijn gebruik van het leger om de Ku Klux Klan in het zuiden te vernietigen onder de handhavingswetten.
In 1872 zat hij de conventie van de Liberale Republikeinse Partij voor, die Horace Greeley voordroeg als president. Schurz' eigen keuze was Charles Francis Adams of Lyman Trumbull, en de conventie vertegenwoordigde niet de opvattingen van Schurz over het tarief.  Schurz voerde sowieso campagne voor Greeley. Vooral in deze campagne, en gedurende zijn hele carrière als senator en daarna, was hij een doelwit voor de pen van Harper's Weekly- kunstenaar Thomas Nast, meestal op een ongunstige manier. De verkiezing was een debacle voor de Greeley-supporters. Grant won door een aardverschuiving en Greeley stierf kort na de verkiezingen.
Schurz verloor de senaatsverkiezingen van 1874 van de uitdager van de Democratische Partij en voormalig Verbonden Francis Cockrell. Na zijn ambtsrust werkte hij als redacteur voor verschillende kranten. In 1875 assisteerde hij bij de succesvolle campagne van Rutherford B. Hayes om het ambt van gouverneur van Ohio terug te krijgen. In 1877 werd Schurz benoemd tot minister van Binnenlandse Zaken van de Verenigde Staten door Hayes, die toen tot president van de Verenigde Staten was gekozen. Hoewel Schurz oprecht probeerde de effecten van racisme jegens inheemse Amerikanen te verminderen en gedeeltelijk succesvol was in het opruimen van corruptie, waren zijn aanbevolen acties jegens Amerikaanse Indianen "in het licht van de late twintigste-eeuwse ontwikkelingen" repressief. Indianen werden gedwongen te verhuizen naar reservaatgebieden van lage kwaliteit die ongeschikt waren voor de economische en culturele vooruitgang van stammen. Beloften aan Indiaanse leiders tijdens bijeenkomsten van het Witte Huis met president Rutherford B. Hayes en Schurz werden vaak gebroken.

## Minister van Binnenlandse Zaken

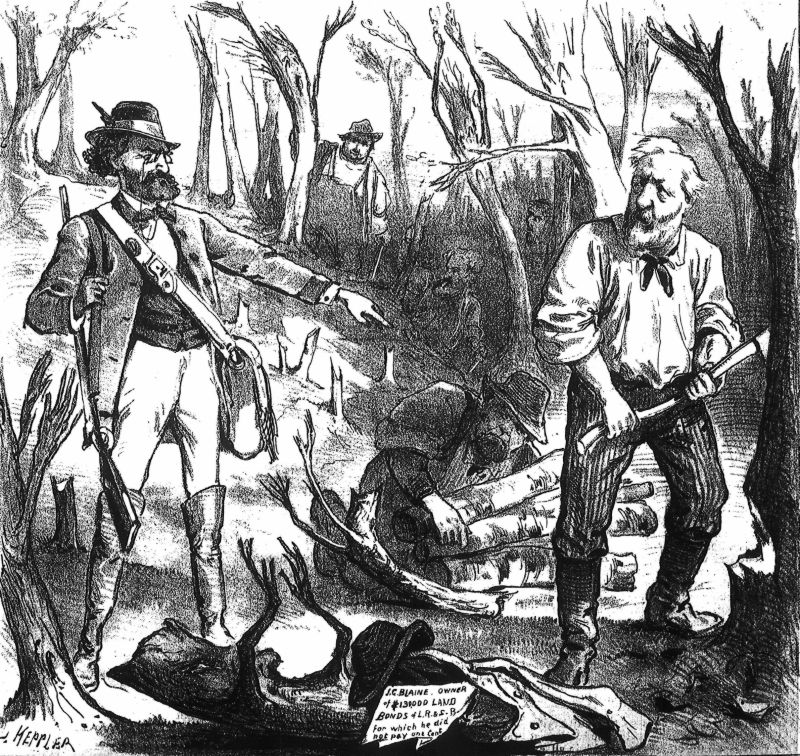
Carl Schurz en James Blaine in een politieke cartoon van Puck van c. 1878 door J. Keppler

In 1876 steunde hij Hayes voor president, en Hayes benoemde hem tot minister van Binnenlandse Zaken en volgde veel van zijn advies bij andere kabinetsbenoemingen en in zijn inaugurele rede. Op deze afdeling bracht Schurz zijn overtuiging tot uiting dat verdienste de belangrijkste overweging zou moeten zijn bij het aanstellen van ambtenaren voor functies in de Ambtenarendienst. Hij was er geen voorstander van om verwijderingen toe te staan, behalve om een dringende reden, en steunde het verplicht stellen van vergelijkende examens voor kandidaten voor een stage. Zijn pogingen om politiek patronaat te verwijderen hadden echter slechts beperkt succes. Als vroege natuurbeschermer vervolgde hij landdieven en trok hij de publieke aandacht voor de noodzaak van bosbehoud. 

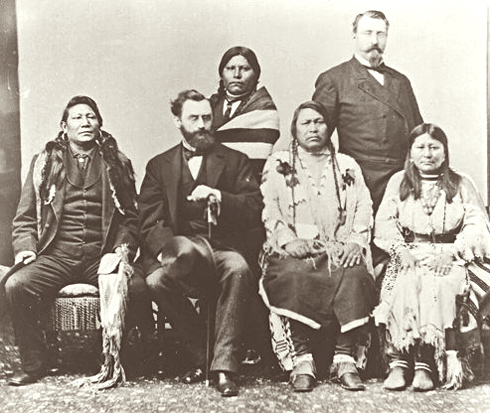
Delegatie van Ute-indianen in Washington, DC in 1880. Achtergrond: Woretsiz en generaal Charles Adams (agent van Colorado-Indianen) staan. Voorzijde van links naar rechts: Chief Ignatio van de zuidelijke Utes; Carl Schurz Amerikaanse minister van Binnenlandse Zaken; Chief Ouray en zijn vrouw Chipeta.

Tijdens de ambtstermijn van Schurz als minister van Binnenlandse Zaken, begon een beweging om het Bureau van Indiaanse Zaken over te dragen aan de controle van het Ministerie van Oorlog, bijgestaan door de krachtige steun van Gen. William Tecumseh Sherman. Herstel van het kantoor van Indiaanse zaken aan het ministerie van oorlog, dat graag de controle terug wilde krijgen om zijn "pacificatie" -programma voort te zetten, werd tegengewerkt door Schurz, en uiteindelijk bleef het kantoor van Indiaanse zaken in het ministerie van Binnenlandse Zaken. Het kantoor van Indiaanse zaken was het meest corrupte kantoor van het ministerie van Binnenlandse Zaken geweest. Posities daarin waren gebaseerd op politiek patronage en werden gezien als het verlenen van een vergunning om de reserveringen te gebruiken voor persoonlijke verrijking. Omdat Schurz zich realiseerde dat de dienst van dergelijke corruptie zou moeten worden gezuiverd voordat er iets positiefs kon worden bereikt, stelde hij een grootschalige inspectie van de dienst in, ontsloeg verschillende ambtenaren en begon met hervormingen van het ambtenarenapparaat waarbij posities en promoties moesten worden gebaseerd op verdienen geen politieke steun.
Schurz's leiderschap van het bureau voor Indiaanse zaken was soms controversieel. Hoewel hij zelf zeker geen architect was van gedwongen verplaatsing van indianen, zette hij de praktijk wel voort. In reactie op verschillende negentiende-eeuwse hervormers veranderde hij echter later van gedachten en promootte hij een assimilatiebeleid.

## Later leven

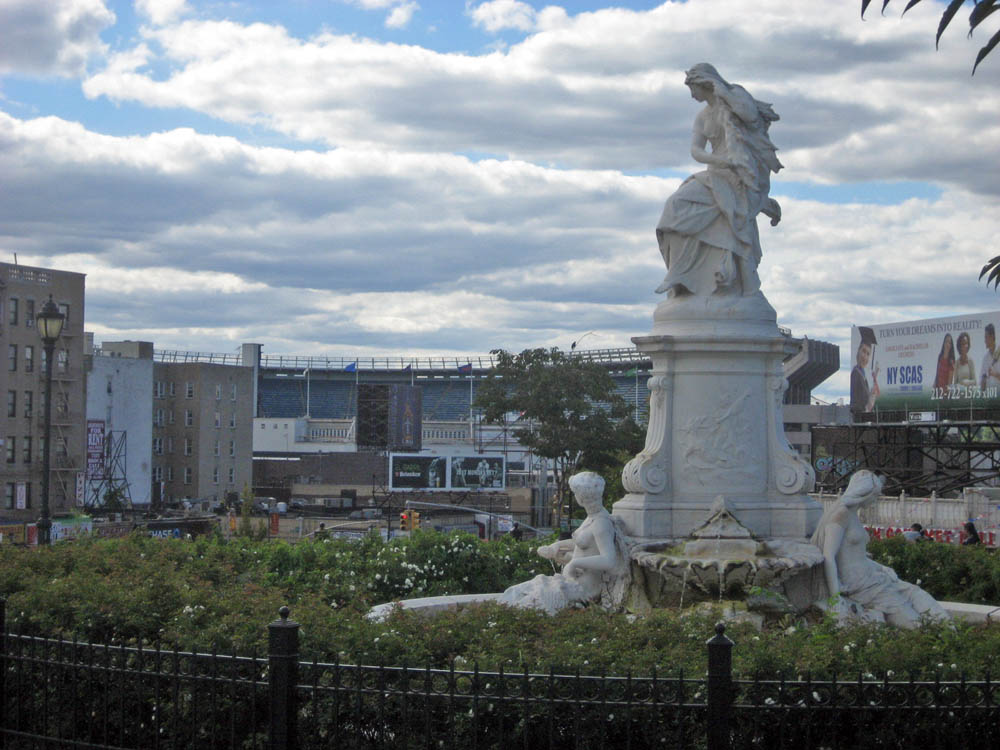
Toen een beeldhouwwerk ter ere van de Duitse dichter Heinrich Heine werd verzet vanwege antisemitische tegenstanders in Duitsland, hielp Schurz' activisme bij zijn verhuizing over de Atlantische Oceaan naar New York.

Bij het verlaten van de afdeling Binnenlandse Zaken in 1881, verhuisde Schurz naar New York. Dat jaar verwierf de in Duitsland geboren Henry Villard, president van de Northern Pacific Railway, de New York Evening Post en The Nation en droeg het management over aan Schurz, Horace White en Edwin L. Godkin.  Schurz verliet de Post in de herfst van 1883 vanwege meningsverschillen over redactioneel beleid ten aanzien van bedrijven en hun werknemers.
In 1884 was hij een van de leiders van de Independent- (of Mugwump-)beweging tegen de benoeming van James Blaine voor het presidentschap en voor de verkiezing van Grover Cleveland. Van 1888 tot 1892 was hij algemeen Amerikaans vertegenwoordiger van de Hamburg American Steamship Company. In 1892 volgde hij George William Curtis op als president van de National Civil Service Reform League en bekleedde deze functie tot 1901. Hij volgde ook Curtis op als redactionele schrijver voor Harper's Weekly in 1892 en bekleedde deze functie tot 1898. In 1895 sprak hij voor het Fusion anti- Tammany Hall- ticket in New York. Hij verzette zich tegen William Jennings Bryan voor het presidentschap in 1896, sprekend voor gezond geld en niet onder auspiciën van de Republikeinse partij; hij steunde Bryan vier jaar later vanwege anti-imperialistische overtuigingen, wat ook leidde tot zijn lidmaatschap van de American Anti-Imperialist League. 
Trouw aan zijn anti-imperialistische overtuigingen, spoorde Schurz McKinley aan om weerstand te bieden aan de drang om land te annexeren na de Spaans-Amerikaanse Oorlog. Bij de verkiezingen van 1904 steunde hij Alton B. Parker, de Democratische kandidaat.  Carl Schurz woonde in een zomerhuisje in Northwest Bay aan Lake George, New York, gebouwd door zijn goede vriend Abraham Jacobi.

## Dood en erfenis
Schurz stierf op 77-jarige leeftijd op 14 mei 1906 in New York, en werd begraven in Sleepy Hollow Cemetery, Sleepy Hollow, New York.
De vrouw van Schurz, Margarethe Schurz, speelde een belangrijke rol bij het opzetten van het kleuterschoolsysteem in de Verenigde Staten.
Schurz staat bekend om zijn uitspraak: " Mijn land, goed of fout ; als het goed is, moet het goed worden gehouden; en als het fout is, wordt het rechtgezet."
Hij werd gespeeld door Edward G. Robinson als een vriend van de overlevende Cheyenne-indianen in John Ford 's film Cheyenne Autumn uit 1964.

## Werken
Schurz publiceerde een bundel toespraken (1865), een tweedelige biografie van Henry Clay (1887), essays over Abraham Lincoln (1899) en Charles Sumner (postuum, 1951), en zijn herinneringen (postuum, 1907-1909). In zijn latere jaren schreef zijn memoires die zijn opgenomen in zijn Herinneringen. Hij kon ze niet afmaken en zijn memoires houden dan ook op bij begin van zijn carrière in de Amerikaanse senaat. Schurz was  lid van de Literary Society of Washington van 1879 tot 1880.

## Gedenktekens

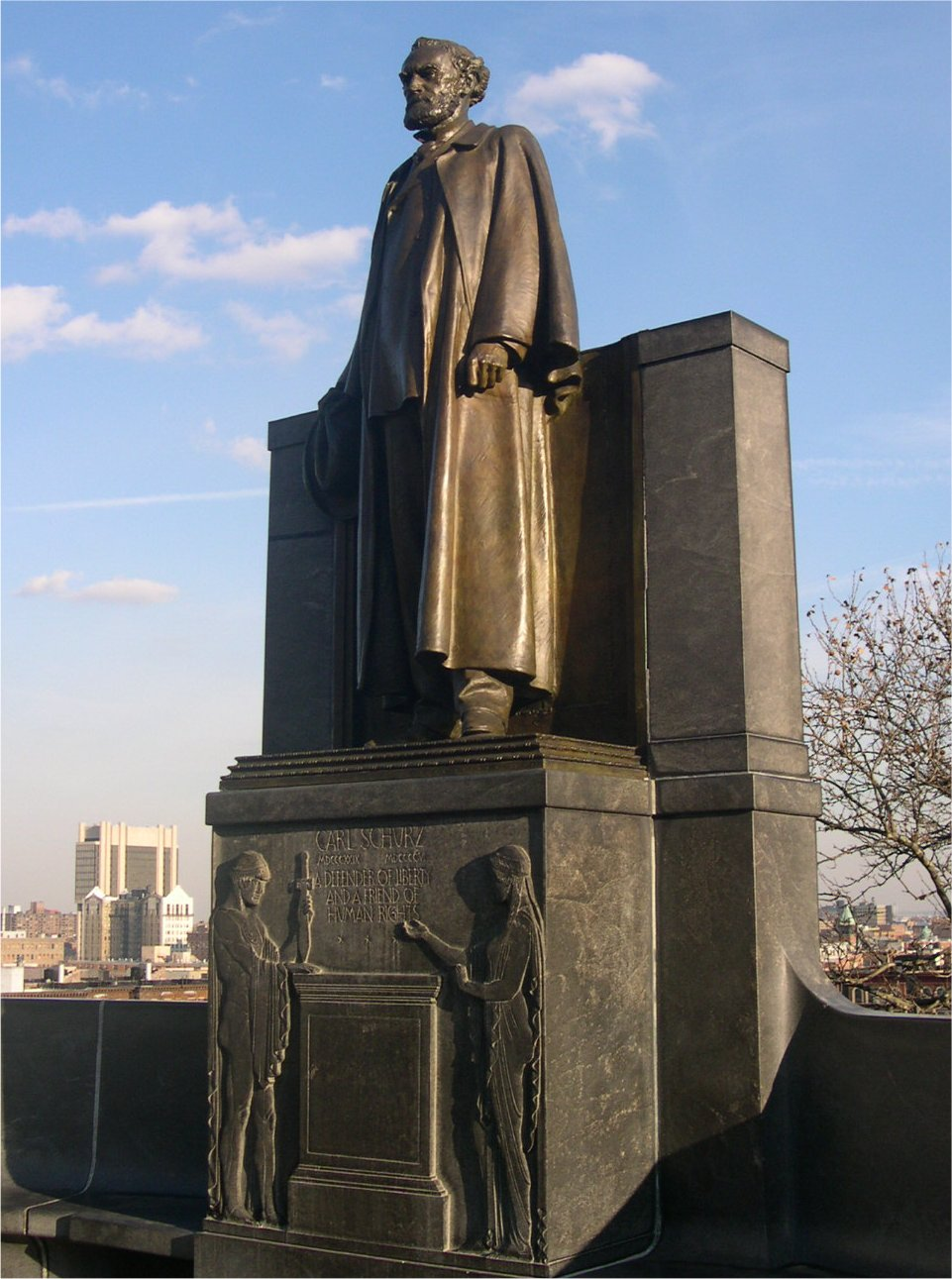
Schurz-monument in New York

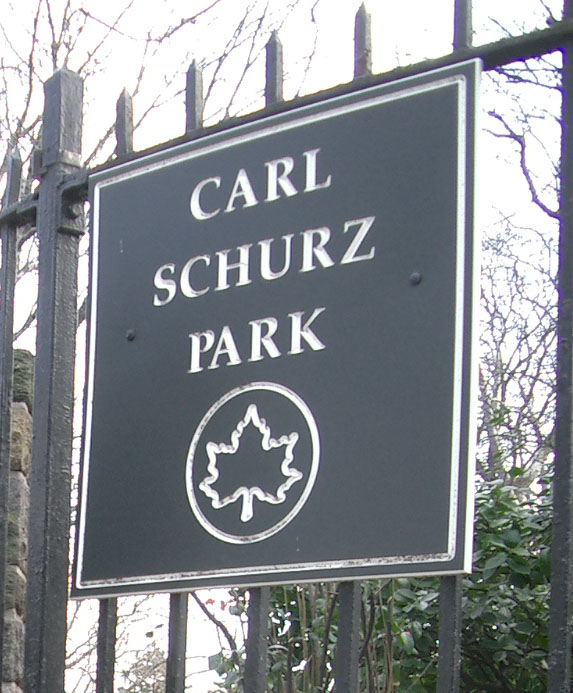
Carl Schurz Park, Upper East Side Manhattan, New York

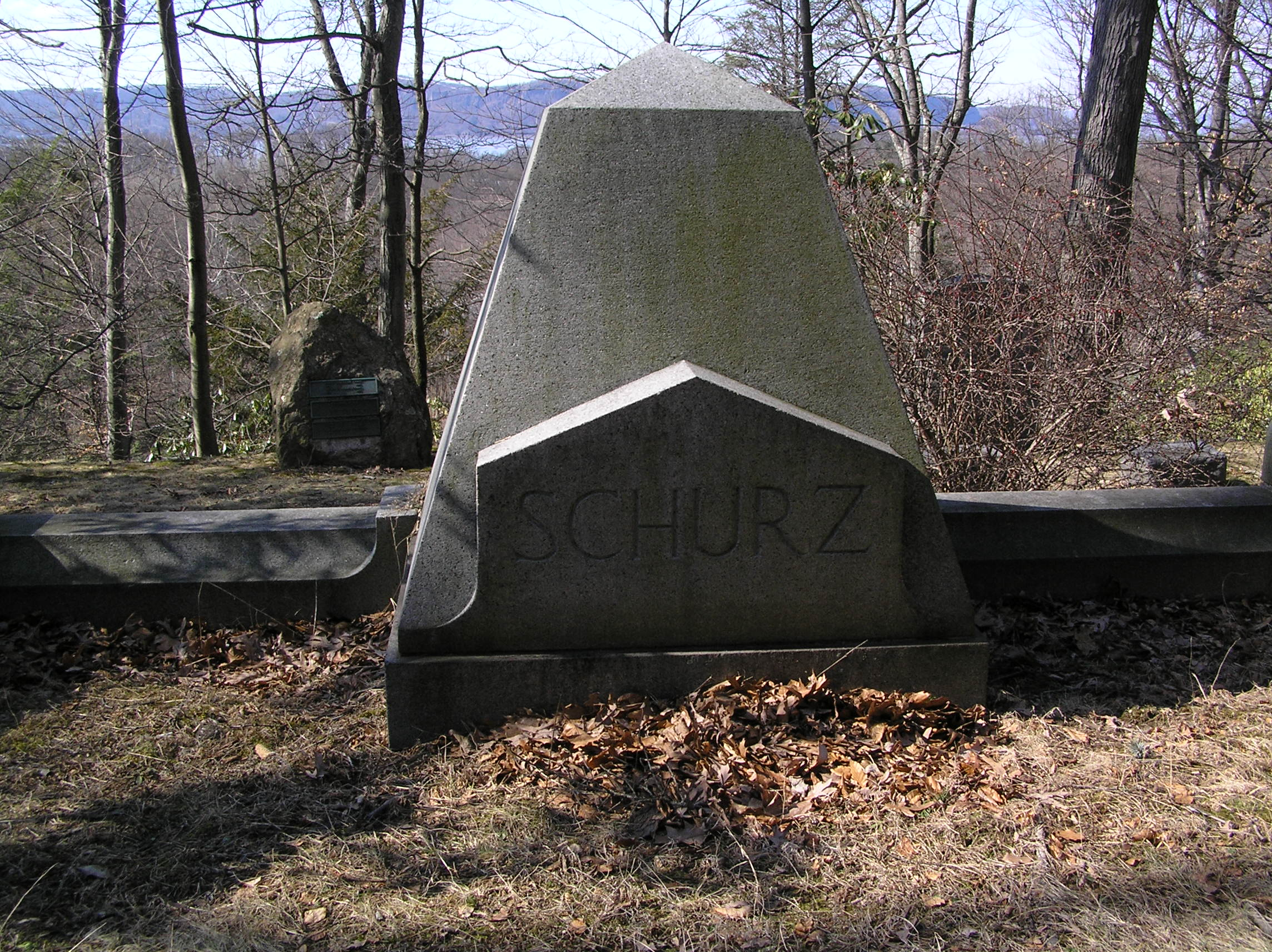
Het graf van Carl Schurz, Sleepy Hollow (New York)

Schurz wordt herdacht op tal van plaatsen in de Verenigde Staten:
- Carl Schurz Park, een 14.9 acres (6.0 ha) park in New York, grenzend aan Yorkville (Manhattan), met uitzicht op de wateren van Hell Gate. Genoemd naar Schurz in 1910, het is de site van Gracie Mansion, de residentie van de burgemeester van New York sinds 1942
- Karl Bitter 's 1913 monument voor Schurz ("Defender Of Liberty And A Friend Of Human Rights") buiten Morningside Park, bij Morningside Drive en 116th Street in New York
- Karl Bitter 's 1914 monument voor Schurz ("Onze grootste Duitse Amerikaan") in Menominee Park, Oshkosh, Wisconsin[30]
- Carl Schurz en Abraham Jacobi Memorial Park in Bolton Landing, New York
- Schurz, Nevada naar hem vernoemd.[31]
- Carl Schurz Drive, een woonstraat aan de noordkant van zijn voormalige huis in Watertown, Wisconsin
- Schurz Elementary School, in Watertown, Wisconsin
- Carl Schurz Park, een particulier lidmaatschapspark in Stone Bank (Town of Merton), Wisconsin, aan de oever van Moose Lake
- Carl Schurz Forest, een bebost deel van de Ice Age Trail in de buurt van Monches, Wisconsin
- Carl Schurz High School, een historisch monument in Chicago, gebouwd in 1910.
- Schurz Hall, een studentenresidentie aan de Universiteit van Missouri.
- Carl Schurz Elementary School in New Braunfels (Texas)
- Mount Schurz, een berg in het oosten van Yellowstone, ten noorden van Eagle Peak en ten zuiden van Atkins Peak, in 1885 genoemd door de United States Geological Survey, ter ere van Schurz' inzet voor de bescherming van Yellowstone National Park
- In 1983 gaf de US Postal Service een postzegel uit de Great Americans-serie van 4 cent uit met zijn naam en portret
- In World War II, the United States
- de USS Schurz werd in 1917 in gebruik genomen als patrouilleboot. Voorheen de kleine onbeschermde cruiser SMS Geier van de Duitse keizerlijke marine, was het schip overgenomen door de Amerikaanse marine toen de vijandelijkheden tussen Duitsland en de VS begonnen, nadat het in 1914 in Honolulu was geïnterneerd. De Schurz zonk na een aanvaring op 21 juni 1918 bij Beaufort Inlet, Florida.

Verschillende gedenktekens in Duitsland herdenken ook het leven en werk van Schurz, waaronder:
- De Carl-Schurz Kaserne, in Bremerhaven, is al tientallen jaren de thuisbasis van eenheden van het Amerikaanse leger, waaronder elementen van de 2nd Armored Division (Forward). Tegenwoordig herbergt het legertransporteenheden en enkele civiele commerciële activiteiten die verband houden met de commerciële scheepvaart.
- Naar hem vernoemde straten in Berlijn-Spandau, Bremen, Stuttgart, Erftstadt-Liblar, Giessen, Heidelberg, Karlsruhe, Keulen, Neuss, Rastatt, Paderborn, Pforzheim, Pirmasens, Leipzig, Wuppertal
- Scholen in Bonn, Bremen, Berlin-Spandau, Frankfurt am Main, Rastatt en zijn geboorteplaats, Erftstadt-Liblar
- Het Carl-Schurz-Haus Freiburg in Freiburg im Breisgau is een innovatief instituut (voorheen Amerika-Haus) dat de Duits-Amerikaanse culturele betrekkingen bevordert
- een stedelijk gebied in Frankfurt am Main
- de Carl Schurz-brug over de rivier de Neckar[32]
- een herdenkingsfontein en het huis waar luitenant Schurz in 1849 in Rastatt werd ingekwartierd
- Duitse strijdkrachtenkazerne in Hardheim
- Duitse federale postzegels in 1952 en 1976
- Carl-Schurz-medaille die jaarlijks wordt uitgereikt aan een vooraanstaande burger van zijn geboortestad.

## Spotprenten uit Harper's Weekly

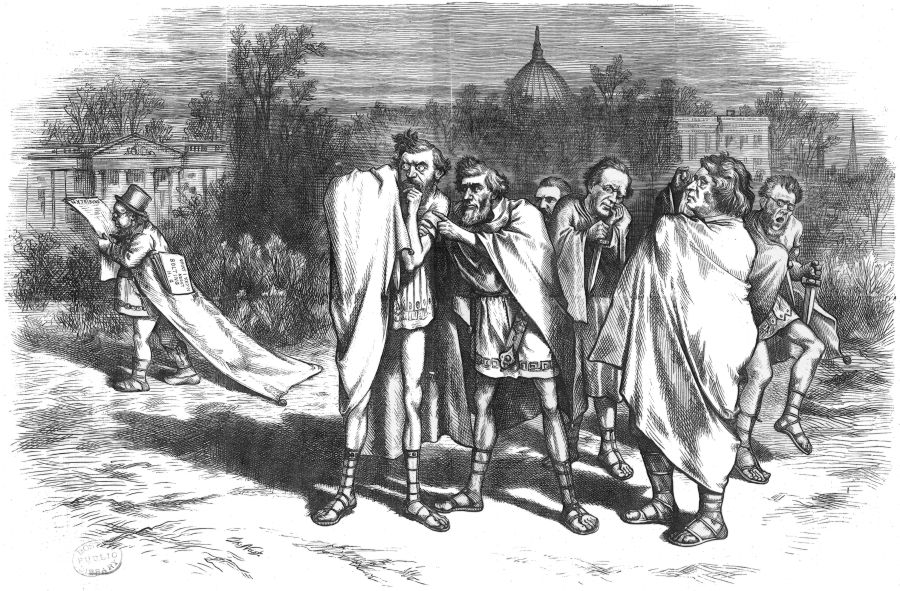
Schurz en andere anti-Grant "samenzweerders" - 16 maart 1872
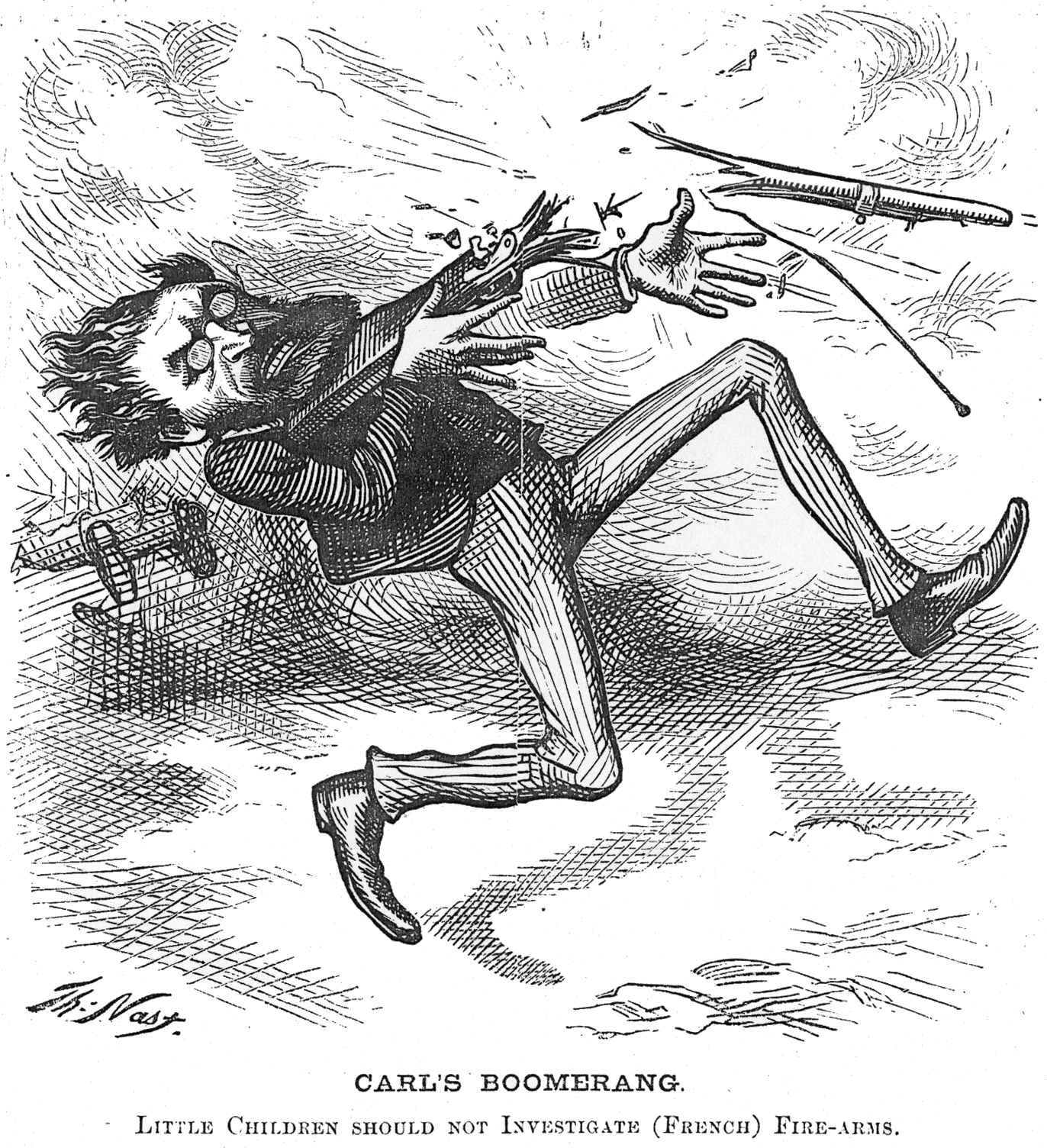
Frans wapenonderzoek - 11 mei 1872
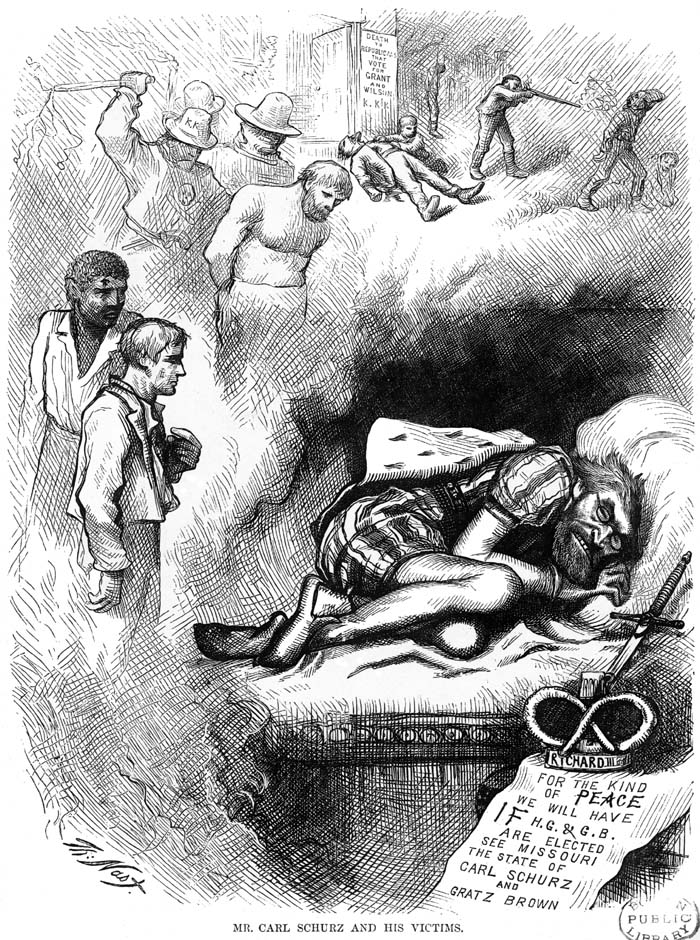
Schurz en zijn slachtoffers – 7 september 1872
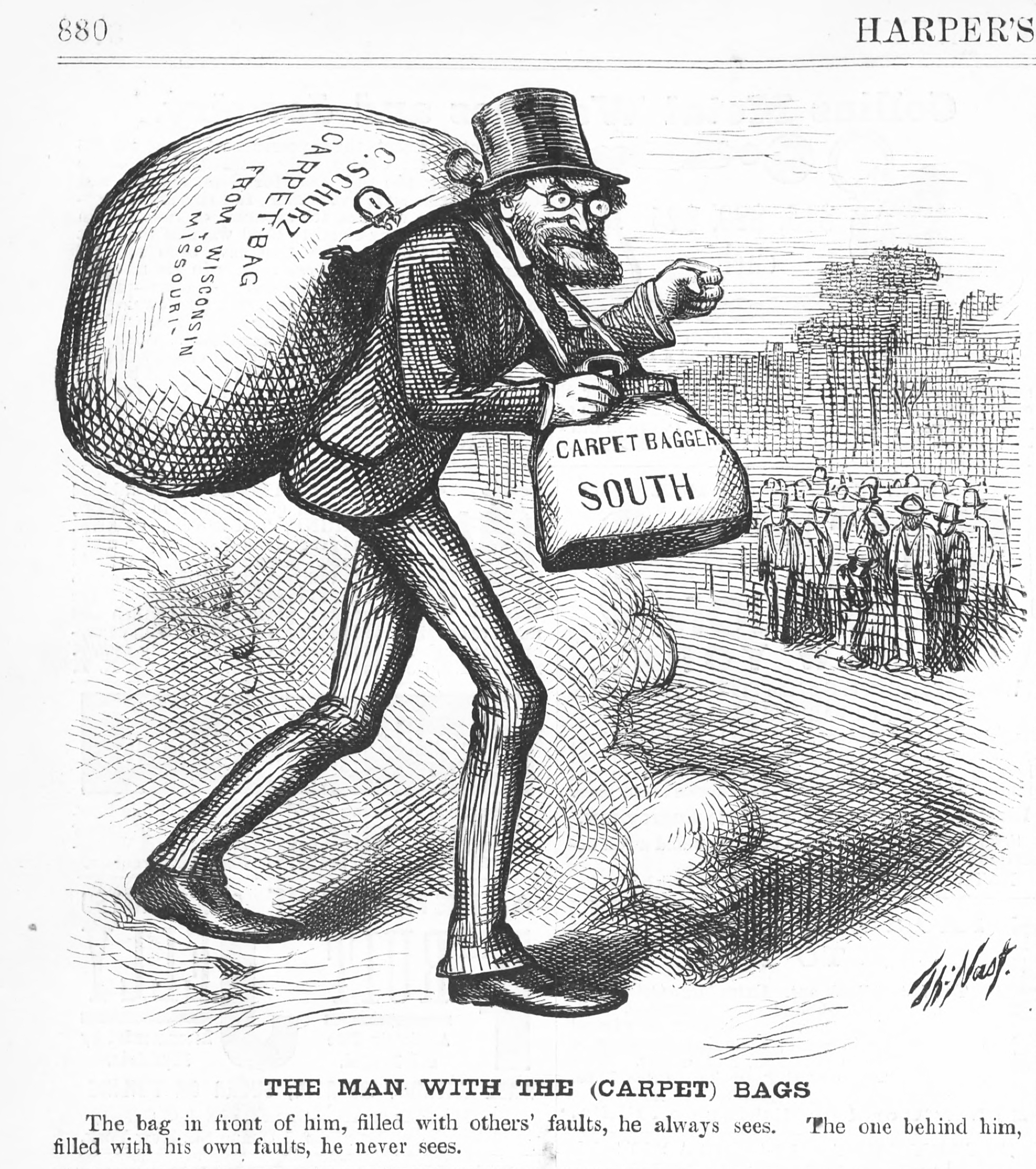
Schurz wordt afgebeeld als een carpetbagger - 9 november 1872.
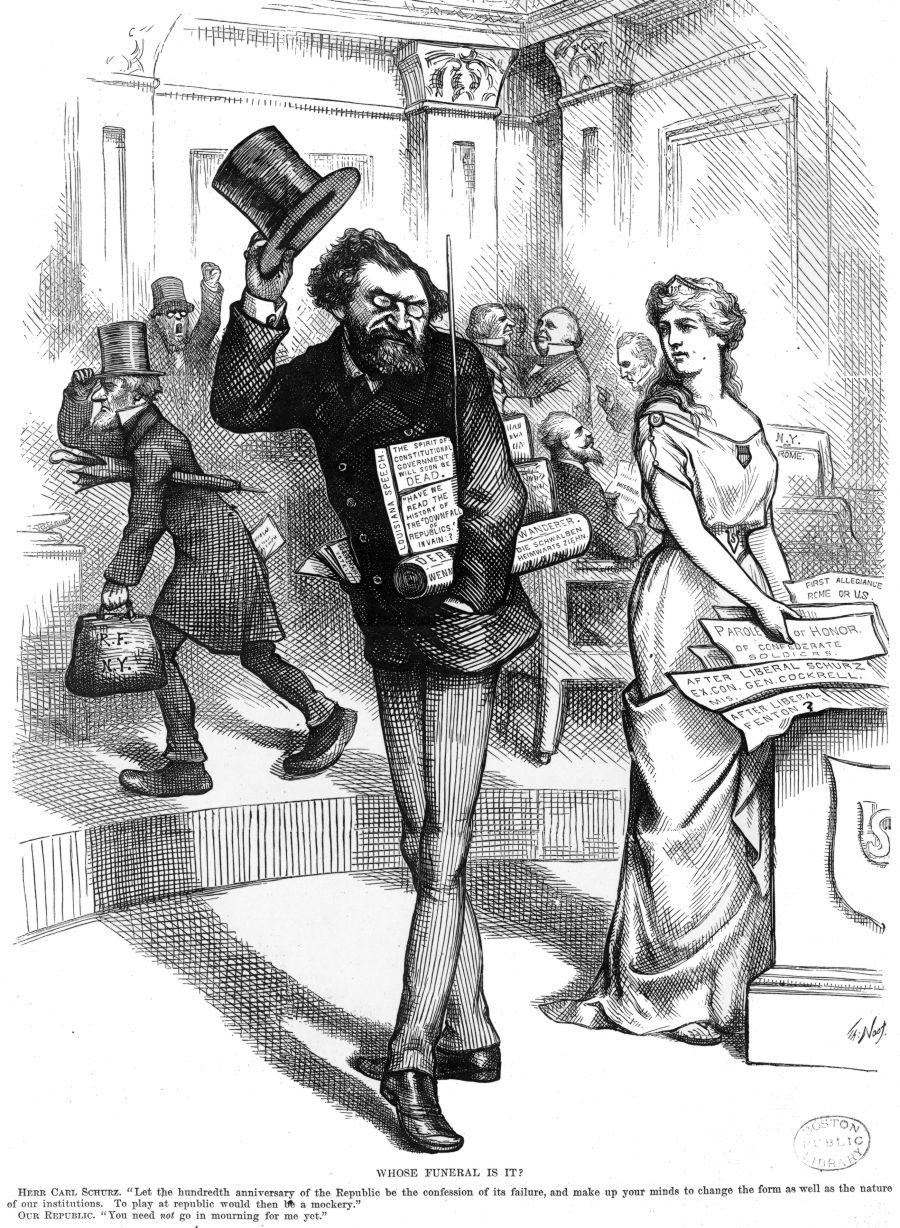
Schurz verlaat de Amerikaanse Senaat - 20 maart 1875
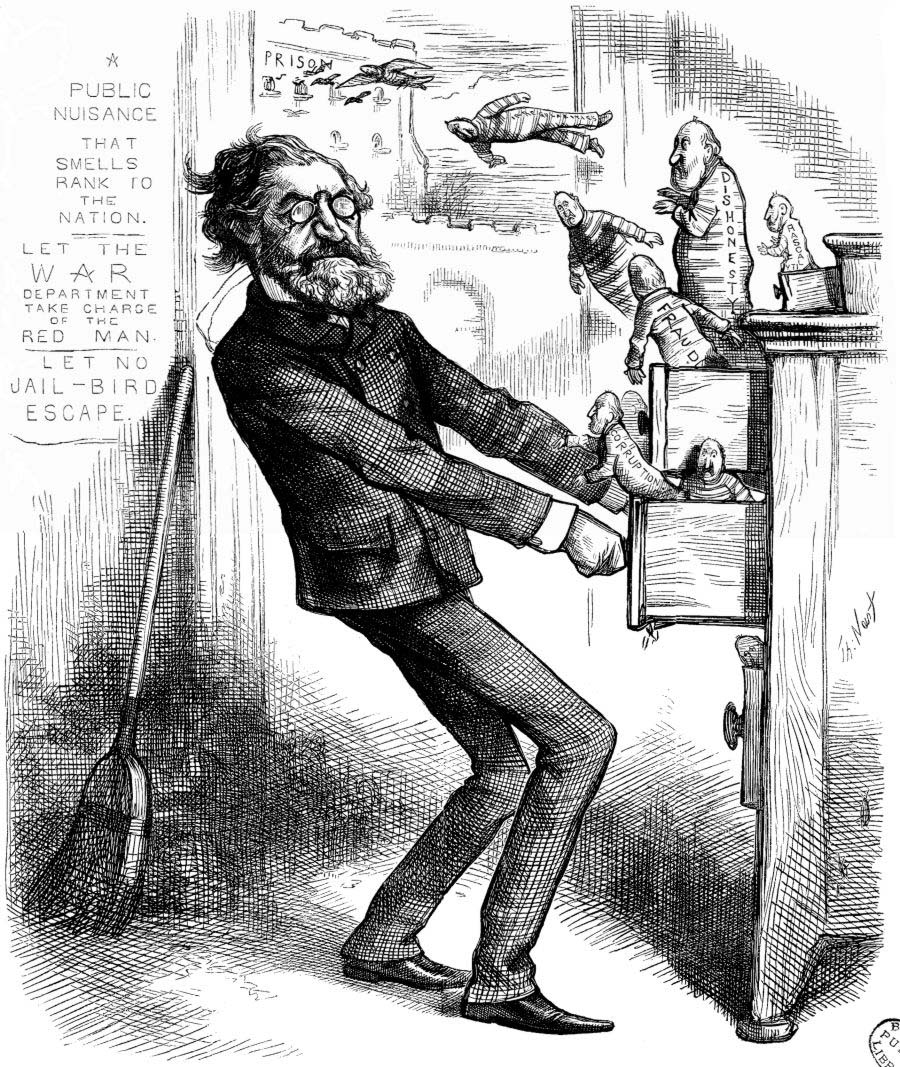
Schurz hervormt het Bureau van Indiaanse zaken - 26 januari 1878
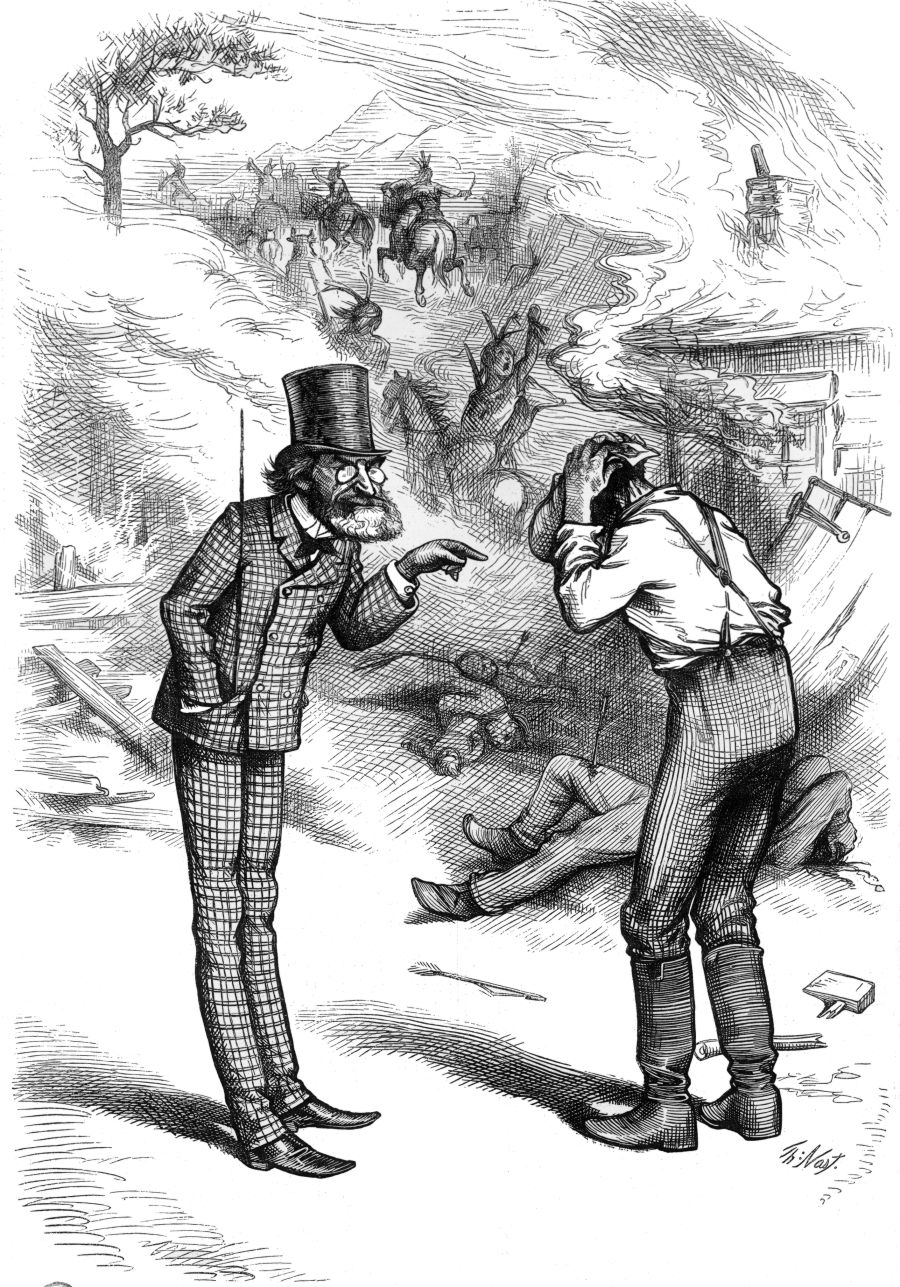
Schurz begeleidt een gewonde kolonist - 28 december 1878
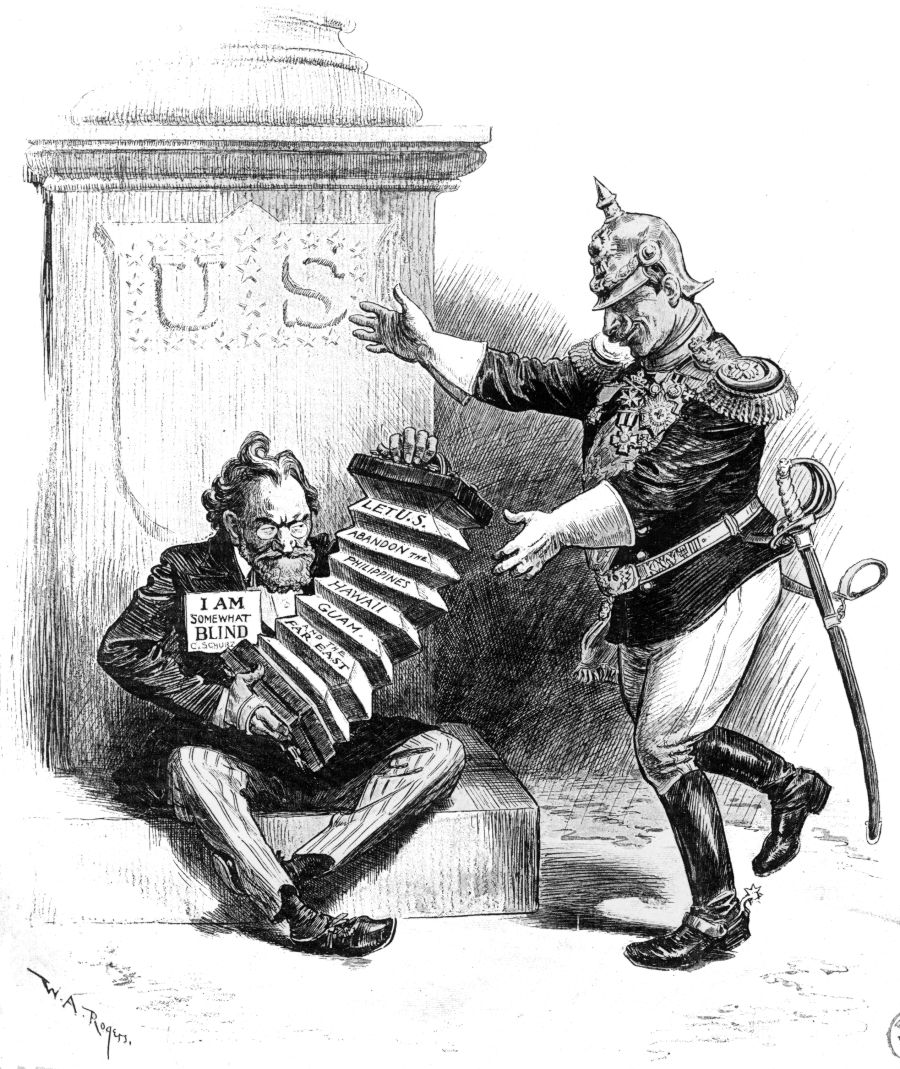
Schurz en Wilhelm II – 14 juli 1900
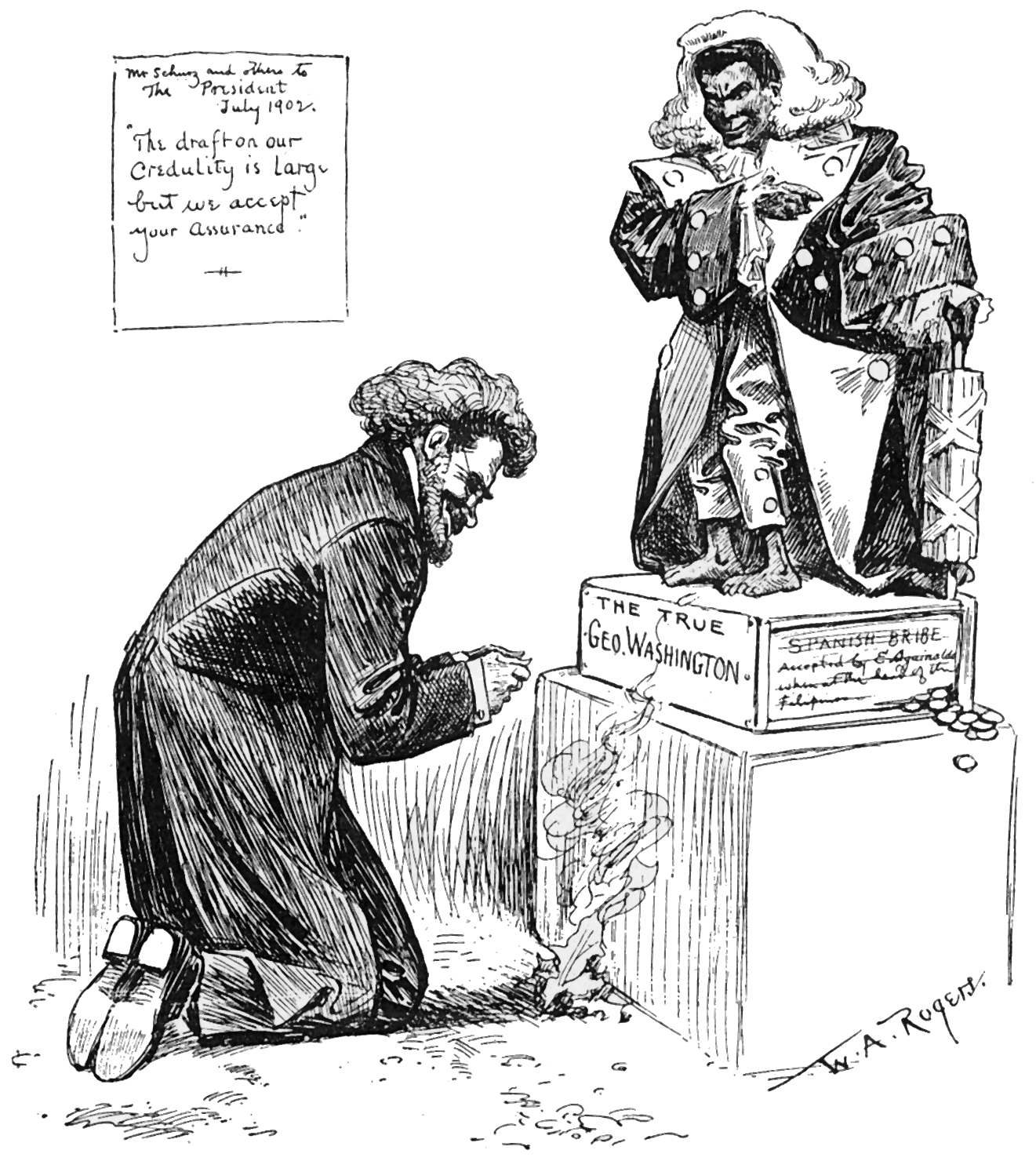
Schurz en Emilio Aguinaldo – 9 augustus 1902
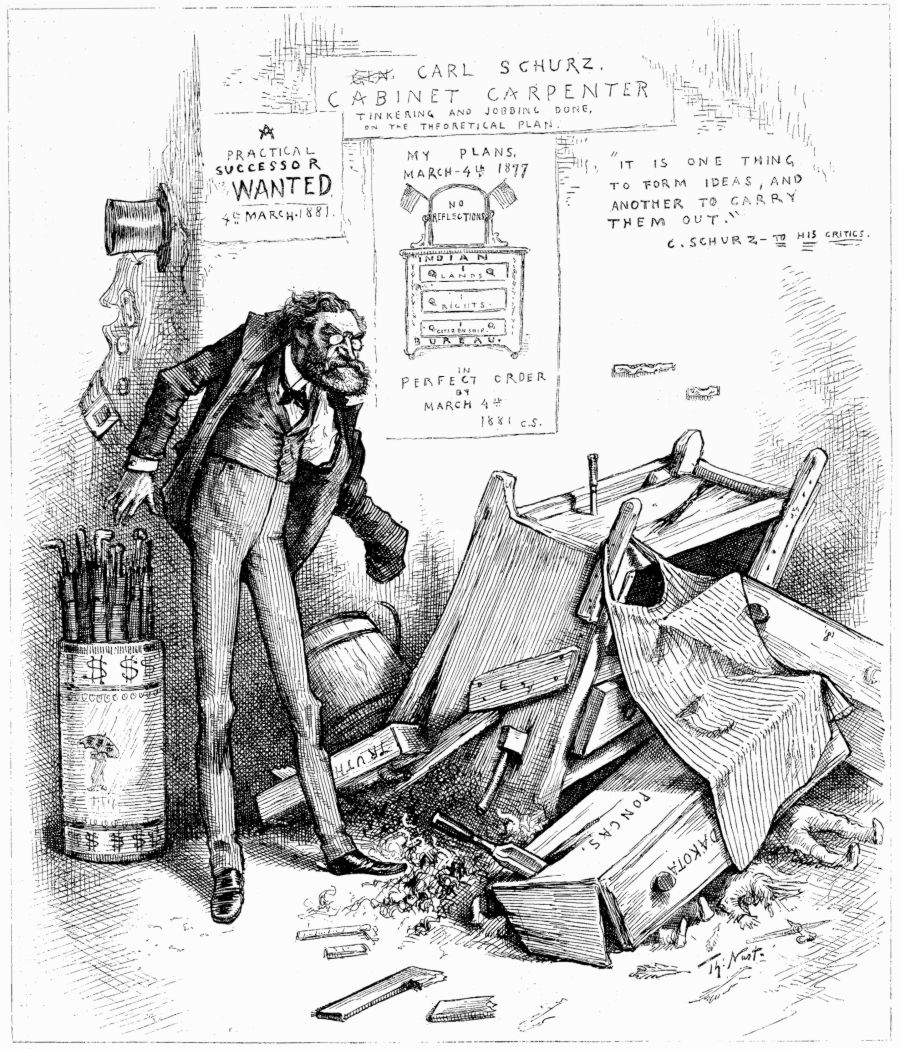
- 26 februari 1881

- Lijst van in het buitenland geboren leden van het Amerikaanse kabinet
- Lijst van generaals uit de Amerikaanse Burgeroorlog (Union)
- Achtenveertig
- Duitse Amerikanen in de burgeroorlog
- Duits Amerikaans
- Duits-Amerikaanse Heritage Foundation van de VS
- Lijst van senatoren van de Verenigde Staten die buiten de Verenigde Staten zijn geboren
- </img>

1. ↑  (de) Helge Dvorak (2002). Biographisches Lexikon der Deutschen Burschenschaft. Universitätsverlag C. Winter, Heidelberg, "Schurz, Carl Christian", 372–376. ISBN 3-8253-1256-9.
2. ↑  Archived copy. Wisconsin Historical Society. Gearchiveerd op 30 oktober 2013. Geraadpleegd op 2 november 2016.
3. ↑  APS Member History. search.amphilsoc.org. Gearchiveerd op 12 mei 2021. Geraadpleegd op 12 mei 2021.
4. ↑  Greasley, Philip A. (30 May 2001). Dictionary of Midwestern Literature, Volume 1: The Authors. Indiana University Press. ISBN 0253108411. Geraadpleegd op 2 november 2016.
5. 1 2 3 4  Dictionary Of American Biography (1935), Carl Schurz, p. 466.
6. ↑  Schurz, Carl. Reminiscences, Vol. 1, pp. 93–94.
7. ↑  Van Cleve, Charles L. (1902).  Phi Kappa Psi Fraternity From Its Foundation In 1852 To Its Fiftieth Anniversary. p. 209: Philadelphia: Franklin Printing Company.
8. ↑  Schurz, Reminiscences, Vol. 1, Chap. 6, pp. 159.
9. 1 2 3 4 5 6 7 8 9 10 11 12  Chisholm 1911.
10. ↑  Marcella Killian, Carl Schurz. Watertown Historical Society (28 april 1952). Gearchiveerd op 3 oktober 2022.
11. ↑  Hirschhorn, p. 1713.
12. ↑  Dictionary Of American Biography (1935), Carl Schurz, p. 467
13. 1 2  (en) Schurz, Carl, Report on the Condition of the South. gutenberg.org. Geraadpleegd op 4 mei 2022.
14. ↑  (en) Report on the Condition of the South. Teaching American History. Gearchiveerd op 24 mei 2022. Geraadpleegd op 4 mei 2022.
15. ↑  Mejías-López (2009), The Inverted Conquest, p. 132.
16. ↑  Brands (2012), The Man Who Saved the Union: Ulysses S. Grant in War and Peace, p. 489.
17. ↑  This story, and the conflict between Nast and Harper's editorial writer George William Curtis, is related by Albert Bigelow Paine in Thomas Nast: His Period and His Pictures, 1904.
18. 1 2 3  Fishel-Spragens (1988), Popular Images of American Presidents, p. 121
19. ↑   (7 december 1878). Army charges answered. The New York Times. “ARMY CHARGES ANSWERED; THE INDIAN SERVICE UPHELD BY MR. SCHURZ. WHY IT WOULD BE UNWISE TO TRANSFER THE INDIAN BUREAU TO THE WAR DEPARTMENT--INCONSISTENT AND INACCURATE STATEMENTS BY MILITARY OFFICERS--LOOSE MANAGEMENT UNDER THE ARMY. INCONSISTENT AND INACCURATE STATEMENTS BY ARMY OFFICERS. ALLEGED ARMY DISHONESTY. MEASURES OF IMPORTANCE. MR. SCHURZ CROSS-EXAMINED. OTHER WITNESSES”.
20. ↑  Trefousse, Hans L., Carl Schurz: A Biography, (U. of Tenn. Press, 1982)
21. ↑  Hoxie, Frederick E. A Final Promise: The Campaign to Assimilate the Indians, 1880-1920, Lincoln, NE: University of Nebraska Press, 1981.
22. ↑  "Annual Report of the Secretary of the Interior, November 1, 1880," In Prucha, Francis Paul, ed., Documents of United States Indian Policy, Lincoln, NE: University of Nebraska Press, 2000. See Google Books.
23. ↑  Sturm und Drang Over a Memorial to Heinrich Heine. The New York Times, May 27, 2007.
24. ↑  "No Longer an Editor; Carl Schurz Severs his Connection with the 'Evening Post'." The New York Times, 11 december 1883
25. ↑  Tucker (1998), p. 114.
26. ↑  German Monuments in the Americas
27. ↑  Schurz, Margarethe [Meyer (Mrs. Carl Schurz) 1833 - 1876]. Wisconsin Historical Society (8 August 2017). Gearchiveerd op 8 augustus 2021. Geraadpleegd op 8 August 2021.
28. ↑  Schurz, Carl, remarks in the Senate, February 29, 1872, The Congressional Globe, vol. 45, p. 1287. See Wikisource for the complete speech.
29. ↑  Spauling, Thomas M. (1947). The Literary Society in Peace and War. George Banta Publishing Company, Washington D.C..
30. ↑  Schurz Monument - Postcard - Wisconsin Historical Society (December 2003). Geraadpleegd op 2 november 2016.
31. ↑  Federal Writers' Project (1941). Origin of Place Names: Nevada. W.P.A., pp. 53. Gearchiveerd op 19 februari 2023.
32. ↑  Schurz Bridge. Gearchiveerd op 26 oktober 2020. Geraadpleegd op 2 november 2016.

## Verder lezen
- Schurz, Carl. De herinneringen aan Carl Schurz (drie delen), New York: McClure Publ. Co, 1907-1908. Schurz behandelde de jaren 1829-1870 in zijn Herinneringen. Hij stierf terwijl hij ze schreef. Het derde deel wordt afgerond met A Sketch of Carl Schurz's Political Career 1869-1906 door Frederic Bancroft en William A. Dunning. Delen van deze Herinneringen werden in series opgenomen in McClure's Magazine over de tijd dat de boeken werden gepubliceerd en bevatten illustraties die niet in de boeken voorkomen.
- Bancroft, Frederic, uitg. Toespraken, correspondentie en politieke documenten van Carl Schurz (zes delen), New York: GP Putnam's Sons, 1913.
- Brown, Dee, begraaf mijn hart bij Wounded Knee, 1971
- Donner, Barbara. "Carl Schurz als Office Seeker," Wisconsin Magazine of History, vol. 20, no.2 (december 1936), pp. 127-142.
- Donner, Barbara. "Carl Schurz de Diplomat," Wisconsin Magazine of History, vol. 20, nee. 3 (maart 1937), blz. 291-309.
- Vis, Carl Russel. "Carl Schurz-The American," Wisconsin Magazine of History, vol. 12, nee. 4 (juni 1929), blz. 346-368.
- Fuess, Claude Moore Carl Schurz, hervormer, (NY, Dodd Mead, 1932)
- Nagel, Daniël. Von republikanischen Deutschen zu deutsch-amerikanischen Republikanern. Ein Beitrag zum Identitätswandel der Duitse Achtundvierziger in den Vereinigten Staaten 1850-1861. Röhrig, St. Ingbert 2012.
- Scheffer, Joseph. "Carl Schurz, immigrant staatsman," Wisconsin Magazine of History, vol. 11, nee. 4 (juni 1928), blz. 373-394.
- Schurz, Carl. Intieme brieven van Carl Schurz 1841-1869, Madison: State Historical Society of Wisconsin, 1928.
- Trefousse, Hans L. Carl Schurz: een biografie, (1st ed. Knoxville: U. van Tenn. Pers, 1982; 2e ed. New York: Fordham University Press, 1998)
- Twain, Mark, " Carl Schurz, Pilot ", Harper's Weekly, 26 mei 1906.
- Reynolds, Robert L. "A Man of Conscience", American Heritage Magazine, vol. 14, no. 2 (1963).
- "Schurz: The True Americanism" Harper's Magazine, November 1, 2008.
- "Carl Schurz" from Charles Rounds, Wisconsin Authors and Their Works, 1918.
- The Political Graveyard
- Abraham Lincoln's White House - Carl Schurz
- The Carl Schurz Papers, containing materials especially of interest to the examination of Schurz's image in the press and in the German-American community, are available for research use at the Historical Society of Pennsylvania.
- Constitutional Minutes episode about Carl Schurz from the American Archive of Public Broadcasting
- Constitutional Minutes- Series : Constitutional Minutes; Episode : Carl Schurz; Episode Number: 112 from American Archive of Public Broadcasting